# Fahrleitungsbauarten in Deutschland
Der Artikel Fahrleitungsbauarten in Deutschland behandelt die Oberleitungs-Typen der verschiedenen deutschen Staatsbahnen im Laufe der Zeit.

## Bauarten der Deutschen Reichsbahn vor 1945

### Einheitsfahrleitung (1926)
Nachdem im Fahrleitungsbau etwa zwei Jahrzehnte lang experimentiert worden war, begann die Deutsche Reichsbahn Anfang der 1920er Jahre die Auswirkungen der entstandenen Bauteil-Vielfalt bei der Instandhaltung der Anlagen zu spüren. 1921 wurde im Reichsverkehrsministerium ein „Fahrleitungsausschuß“ einberufen, der die Betriebserfahrungen aus den elektrisch betriebenen Strecken zwecks Vereinheitlichungen auswerten sollte. 1924 wurden die erarbeiteten „Vorschriften über die Ausführung und die Festigkeitsberechnung für Wechselstrom-Fernbahnen“ vorläufig erlassen und am 1. März 1926 endgültig in Kraft gesetzt. Die Vereinheitlichung beschränkte sich allerdings im Wesentlichen auf das reine Kettenwerk. Zum Bereich der Ausleger, Quertragwerke, Masten, Nachspannungen und Isolatoren waren nur allgemeine Festlegungen getroffen worden. Bei der ebenfalls nicht vereinheitlichten Tragseil-Aufhängung hatte sich zwar weithin die Führung des Tragseiles lotrecht über dem Fahrdraht als de-facto-Standard ergeben, allerdings war diese Aufhängung genau zu dieser Zeit Gegenstand intensiver Versuche der Hersteller mit windschiefen (Tragseil verläuft im Zickzack gegenläufig zum Fahrdraht) und halbwindschiefen (Tragseil verläuft in Gleisachse) Anordnungen, die ein besseres Windabtriebsverhalten versprachen.
Bei den Kettenwerken wurde die Nutzung des noch heute gebräuchlichen Rillenfahrdrahts verbindlich festgelegt, da er günstigeres Windabtriebsverhalten als die vormals auch verwendeten Profilfahrdrähte zeigte. Die Regel-Fahrdrahthöhe wurde auf 6,0 m festgelegt, der Seitenausschlag des Fahrdrahtes (Zickzack) auf ±600 mm, und die maximale Nachspannlänge auf 1500 m. Einwandfreie Stromabnahme musste bis 110 km/h gewährleistet sein.

### Einheitsfahrleitung (1931)
Zum 15. Mai 1931 wurden die Fahrleitungsvorschriften von 1926 in weitreichend überarbeiteter Form unter dem Titel „Dienstvorschrift für die Ausführung und die Festigkeitsberechnung der Fahrleitungen für Wechselstrombahnen für 15 kV Nennspannung“ neu in Kraft gesetzt. Erstmals wurden die Fahrleitungsanlagen mit allen benötigten Einzelteilen in verbindlichen Normzeichnungen des Reichsbahnzentralamts München ausspezifiziert.
Die Vorschrift forderte einwandfreie Befahrbarkeit der Fahrleitung bis 120 km/h. Doppeltraktion zweier Elektrolokomotiven war zu berücksichtigen. In der Praxis wurden Fahrleitungen der Bauart 1931 bis 110 km/h befahren, denn bei 120 km/h kam es selbst mit modernen Stromabnehmern in Nachkriegs-Bauweise häufig zu Bügelspringen. Für die ab 1935 eingeführten Stromabnehmer mit Kohleschleifstücken konnten mit der damaligen Entwicklungsstufe dieser Technologie aufgrund des hohen Gewichts zunächst höchstens 90 km/h zugelassen werden. Vorteile der Kohleschleifstücke waren eine drei- bis vierfach längere Standzeit des Fahrdrahts und weniger Funkstörungen für die Anlieger der Bahnstrecken.
Der Seitenausschlag wurde auf ±500 mm reduziert. Der maximale Mastabstand wurde auf 75 m begrenzt. Das Kettenwerk war halbwindschief ausgeführt. Das Tragseil wurde nicht nachgespannt. Die Ausleger der Einzelstützpunkte entsprachen einer süddeutschen Bauart und bestanden aus zwei gebogenen Winkeleisen, an denen das Tragseil mit einem bzw. bei Gleisbögen unter 300 m mit zwei Isolatoren aufgehängt war. Die Systemhöhe betrug 1,40 m. Die Quertragwerke waren schlesischer Bauart und hatten in der Regel ein geerdetes oberes Richtseil. Bei Gleisbögen mit weniger als 800 m Radius war dies so nicht mehr möglich, weil sich eine zu starke Schrägstellung der Isolatoren am oberen Richtseil ergeben hätte. In solchen Fällen musste das obere Richtseil unter Aufwendung zusätzlicher Isolatoren spannungführend ausgebildet werden. Die grundsätzliche Bauweise dieser Quertragwerke wurde auch nach dem Krieg und bis in die heutige Zeit beibehalten.
Die Sicht auf Signale musste entweder durch Aufweitung des Abstands zwischen Mast und Gleis (Sichtkeil) oder durch Einsatz von Mehrgleisauslegern sichergestellt sein. In reinen Rangierbereichen konnte Einfachfahrleitung ohne Tragseil gebaut werden. Streckentrenner waren bis 50 km/h zulässig; bei höheren Geschwindigkeiten mussten Streckentrennungen gebaut werden.
Für Triebfahrzeugdurchläufe in das österreichische Netz nach dem »Anschluss Österreichs« wurden die Reichspaletten mit einer Breite von 1950 mm eingeführt. Dafür musste der Seitenausschlag auf ±400 mm reduziert werden. Ausgeführt wurde diese Änderung bis zum Ende des Zweiten Weltkrieges praktisch nur im süddeutschen Netz.

### Fahrleitung mit Doppelfahrdraht (1942)
Anfang der 1940er Jahre war das Reichsbahnzentralamt München vom Reichsverkehrsministerium beauftragt worden, eine Einheitsfahrleitung für hohe Geschwindigkeiten und hohe Strombelastungen bis zur Baureife zu entwickeln, mit der zukünftige Streckenelektrifizierungen nach Kriegsende realisiert werden sollten. Angepeilt wurden Geschwindigkeiten von 150 bis zu 200 km/h. Kriegsbedingt kam dieses Projekt über die Erprobung von Einzelkomponenten nicht hinaus, aber die erstellten Unterlagen bildeten die gemeinsame Ausgangsbasis für die nach dem Krieg getrennt laufende Weiterentwicklung der Fahrleitungen in den beiden deutschen Staaten.
Die erhalten gebliebenen Zeichnungen zeigten bereits Konstruktionsmerkmale, die sich auch in den Nachkriegsbauarten wiederfinden: Für die Einzelstützpunkte war der Drehausleger der Bauart AEG vorgesehen. Aus den Kettenwerken der Bauart Siemens-Schuckert übernahm man das Y-Beiseil, dessen Länge man nach Versuchen im Jahr 1941 auf 12 Meter festgelegt hatte. Die erhöhte Stromtragfähigkeit der Fahrleitungsanlage sollte durch Nutzung von Doppelfahrdraht erreicht werden. Vor der nach dem Krieg stattdessen üblichen Lösung mit auf den Masten mitgeführten Verstärkungsleitungen schreckte man aus Kostengründen zurück. Die beabsichtigte versetzte Aufhängung der Doppelfahrdrähte erwies sich allerdings als wenig praxistauglich, da die Abnutzung der beiden Fahrdrähte jeweils an den Hängern stark unterschiedlich ausfiel. Parallel zur Fahrleitung mit Doppelfahrdraht wurde allerdings auch eine Variante mit Einfachfahrdraht entwickelt.

## Bauarten der Deutschen Reichsbahn nach 1953

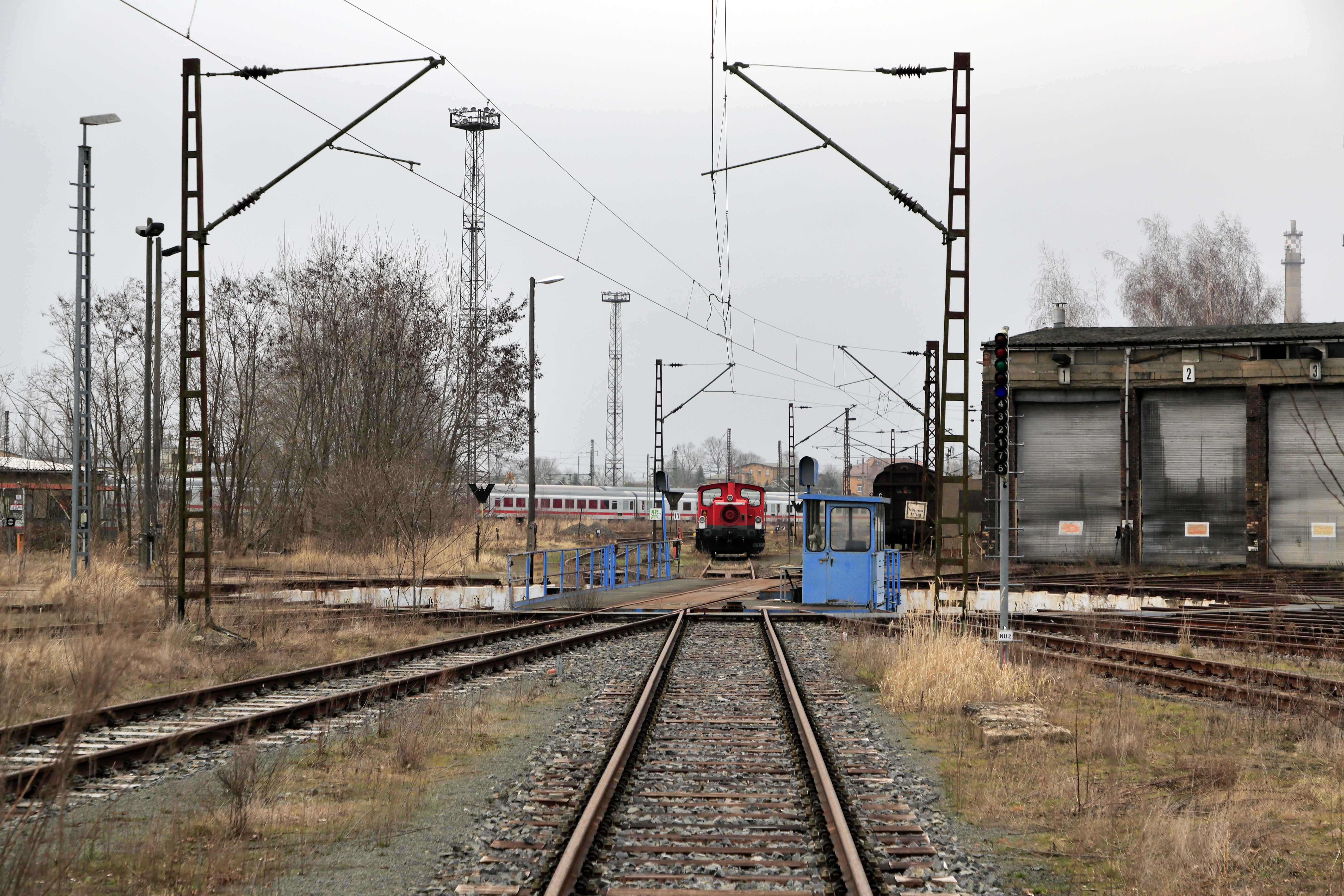
Re 1, Stützpunkt rechts mit Seil als Spitzenanker, links mit Spitzenrohr

Kennzeichnend für die nach 1945 von der Deutschen Reichsbahn entwickelten Fahrleitungsbauarten war das Streben nach Materialeinsparung. Dies äußerte sich zum Beispiel in einer auf der freien Strecke auf 1,40 m reduzierten Systemhöhe des Kettenwerks. Wenn keine Kräfte in Richtung Mast wirken, ist bei den Reichsbahn-Fahrleitungen die Spitzenverankerung des Auslegerrohres als Seil anstelle eines Rohres ausgeführt. Markant für Fahrleitungen in Reichsbahn-Bauweise ist auch, dass die Spitzenverankerung nicht waagerecht eingebaut wird, sondern um 25 cm zum Mast schräggeneigt ist. Die Masten können dadurch 25 cm kürzer ausfallen. Die schrägliegende Spitzenverankerung wurde auch dann eingebaut, wenn die Masten für die Aufnahme von Speise- oder Verstärkungsleitungen verlängert wurden.
Bis 1965 waren zunächst drei Kettenwerksbauarten spezifiziert:
- Re 75: Ohne Y-Beiseil, Fahrdraht-Seitenhalter als Rohr ausgeführt, Systemhöhe 1,40 m.
- Re 120: 6 m lange Y-Beiseile mit einem Hänger, Fahrdraht-Seitenhalter in Leichtbauweise, Systemhöhe 1,40 m.
- Re 160: 12 m lange Y-Beiseile mit zwei Hängern, Fahrdraht-Seitenhalter in Leichtbauweise, Systemhöhe auf 1,80 m erhöht.

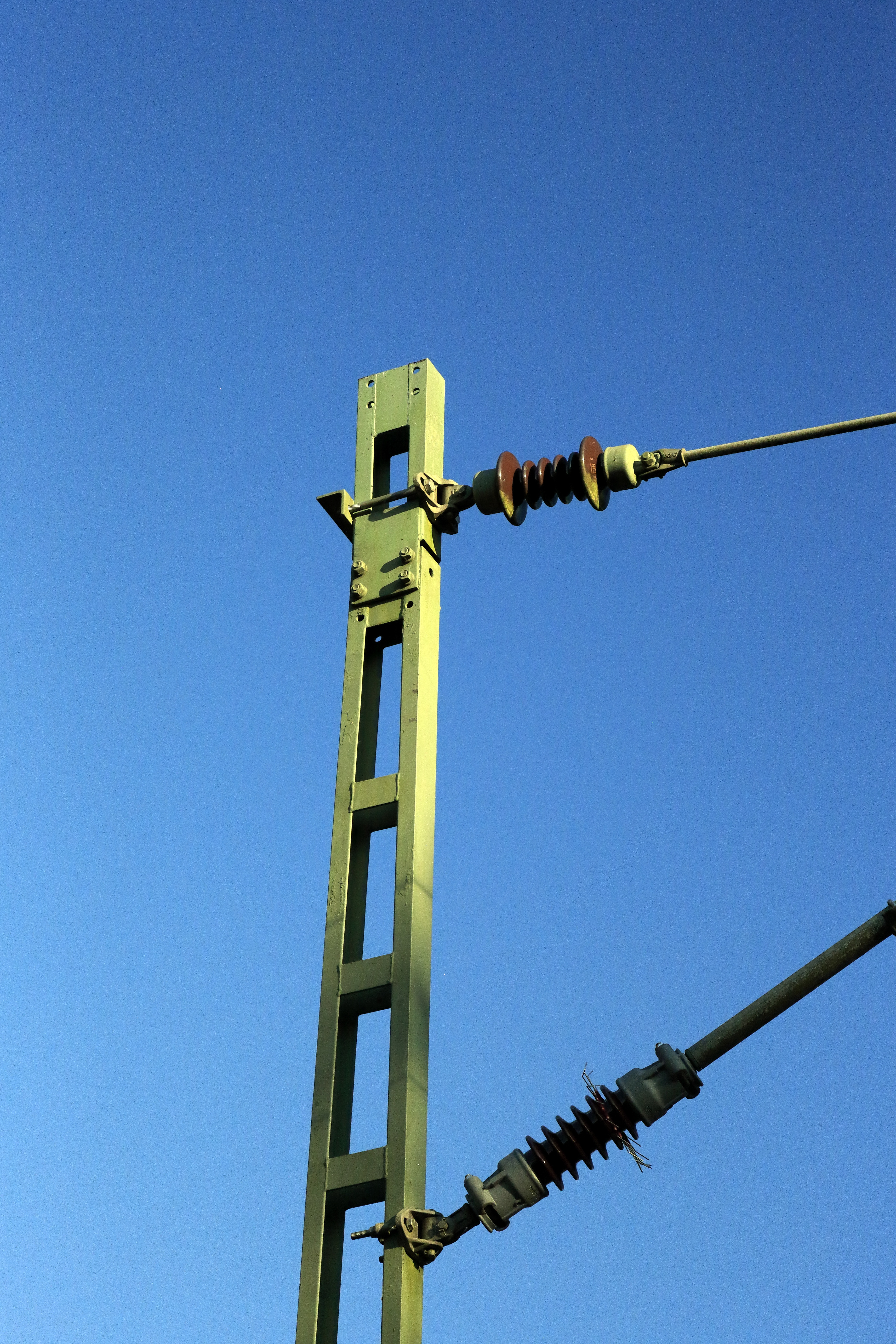
Angeschuhter Flachmast

Da es bei der Reichsbahn keine planmäßig mit 160 km/h befahrbaren Strecken gab, wurde die Bauart Re 160 nicht gebaut. Ab 1966 wurde das Zeichnungswerk umgestellt und auf nur noch zwei Bauarten reduziert:
- Re 1: Abgeleitet aus der vormaligen Bauart Re 75, aber jetzt bis 100 km/h spezifiziert.
- Re 2: Zusammenfassung der vormaligen Bauarten Re 120 und Re 160. 12 m lange Y-Beiseile mit zwei Hängern, Fahrdraht-Seitenhalter in Leichtbauweise, aber Systemhöhe von 1,40 m. Spezifiziert bis 160 km/h.

Für Geschwindigkeiten bis 200 km/h hatte die Zentralstelle für Elektrotechnik der DR eine Bauart Re 3 in der Entwicklung, die aber über eine Versuchsinstallation 1978 bei Radis nicht hinauskam. Nach der Wende entwickelte die Reichsbahn noch eine Fahrleitung Re 250 DR, die zwischen Breddin und Glöwen sowie in Westdeutschland zwischen Almstedt und Giften erprobt wurde. Sie entspricht weitgehend der späteren gesamtdeutschen Bauart Re 330.
Als nach 1990 die Geschwindigkeiten im Reichsbahn-Netz auf bis zu 200 km/h erhöht werden sollten, erwiesen sich die vorhandenen, verhältnismäßig kurzen Masten als hinderlich. Höhere Geschwindigkeiten erfordern längere Y-Beiseile, für die wiederum eine Systemhöhe von nur 1,40 m aufgrund des größeren Durchhangs eigentlich zu wenig ist. Um den Austausch verhältnismäßig junger Masten dennoch zu vermeiden, entwickelte die Reichsbahn noch eine Bauart Re 200 DR, bei der Y-Beiseile analog der westdeutschen Bauart Re 200 in ein Kettenwerk mit nur 1,40 m Systemhöhe eingebaut werden konnten. Die Erprobung fand auf der Strecke Wiesenburg–Güterglück bei Nedlitz statt, ein Einsatz erfolgte später auf einigen Abschnitten der Bahnstrecke Berlin–Halle. In Einzelfällen wurden Masten auch durch Aufsätze verlängert.

## Bauarten der Deutschen Bundesbahn

### Re 75

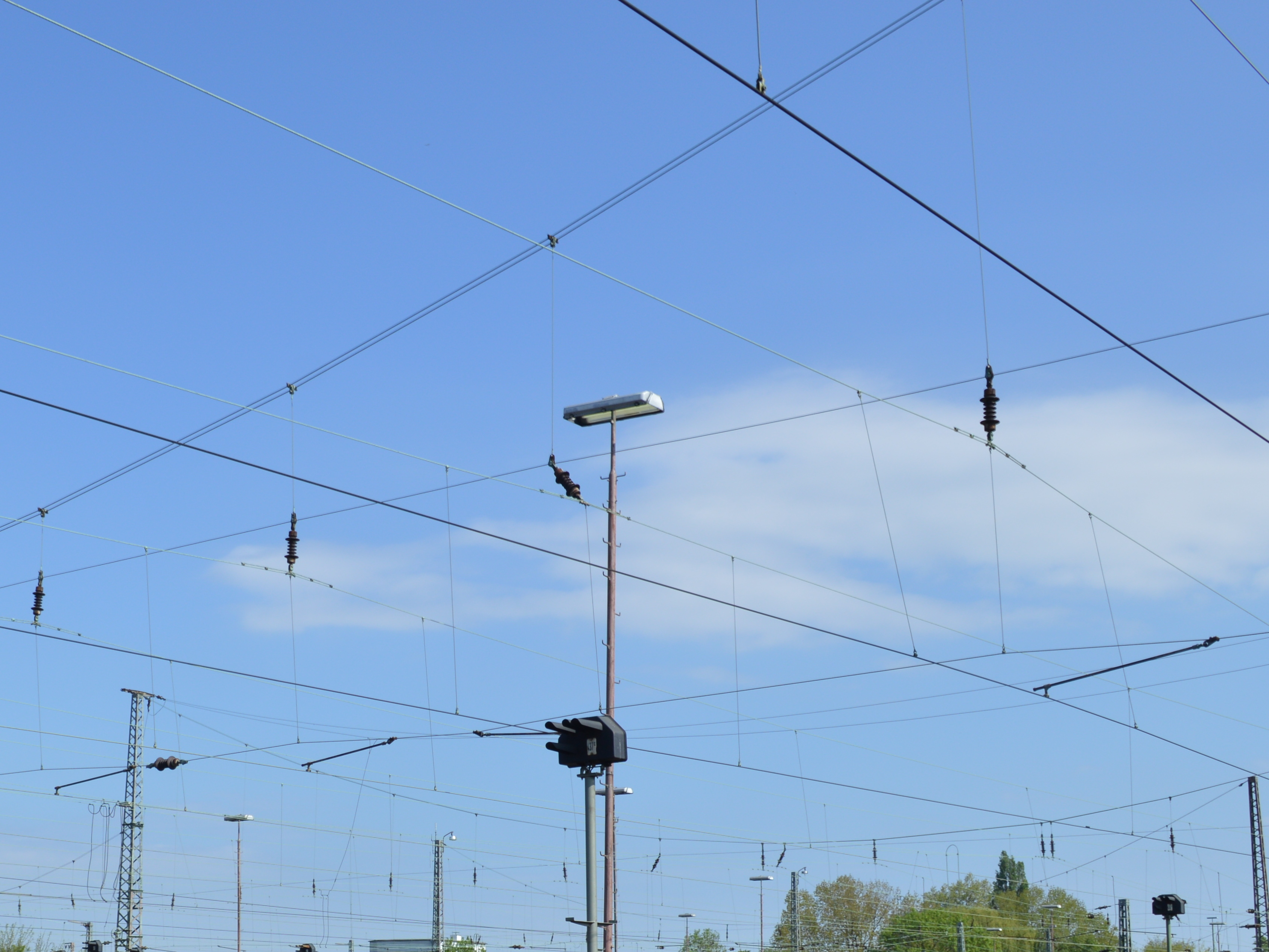
Stützpunkte Bauart Re 75 in einem Quertragwerk

Die Re 75 war die einfachste Fahrleitungsbauart der Bundesbahn. Auf freier Strecke beträgt ihre Systemhöhe 1,40 m, während sie in Bahnhöfen mit 2,0 m Systemhöhe installiert wurde. Die Seitenhalter sind in der Regel einfache Rohrseitenhalter. Da Rohrseitenhalter innerhalb gewisser Grenzen auch auf Druck belastet werden können, wurden sie bei Gleisbögen mit mehr als 800 m Radius auch an bogeninnen stehenden Masten verwendet. Nur bei engeren Gleisbögen kommt ein Leichtbau-Seitenhalter am Stützrohr zum Einsatz. Das Tragseil wird bei der Re 75 nicht nachgespannt. Y-Seile werden nicht verwendet.
Der Baukostenunterschied zur Bauart Re 160 war immer gering und wurde je nach Untersuchung mit etwa 2 % beziffert (der größte Teil davon rührte aus der Möglichkeit zur zweifeldrigen Nachspannung her, wohingegen die Re 160 üblicherweise mit dreifeldriger Nachspannung aufgebaut wurde). Dennoch wurde die Re 75 während der gesamten Bundesbahnzeit zur Elektrifizierung von Bahnhofsgleisen und Strecken geringer Verkehrsbedeutung verwendet. Die Verwendung der Bauart ist seit 1992 für Neubauten nicht mehr zugelassen.

### Re 100

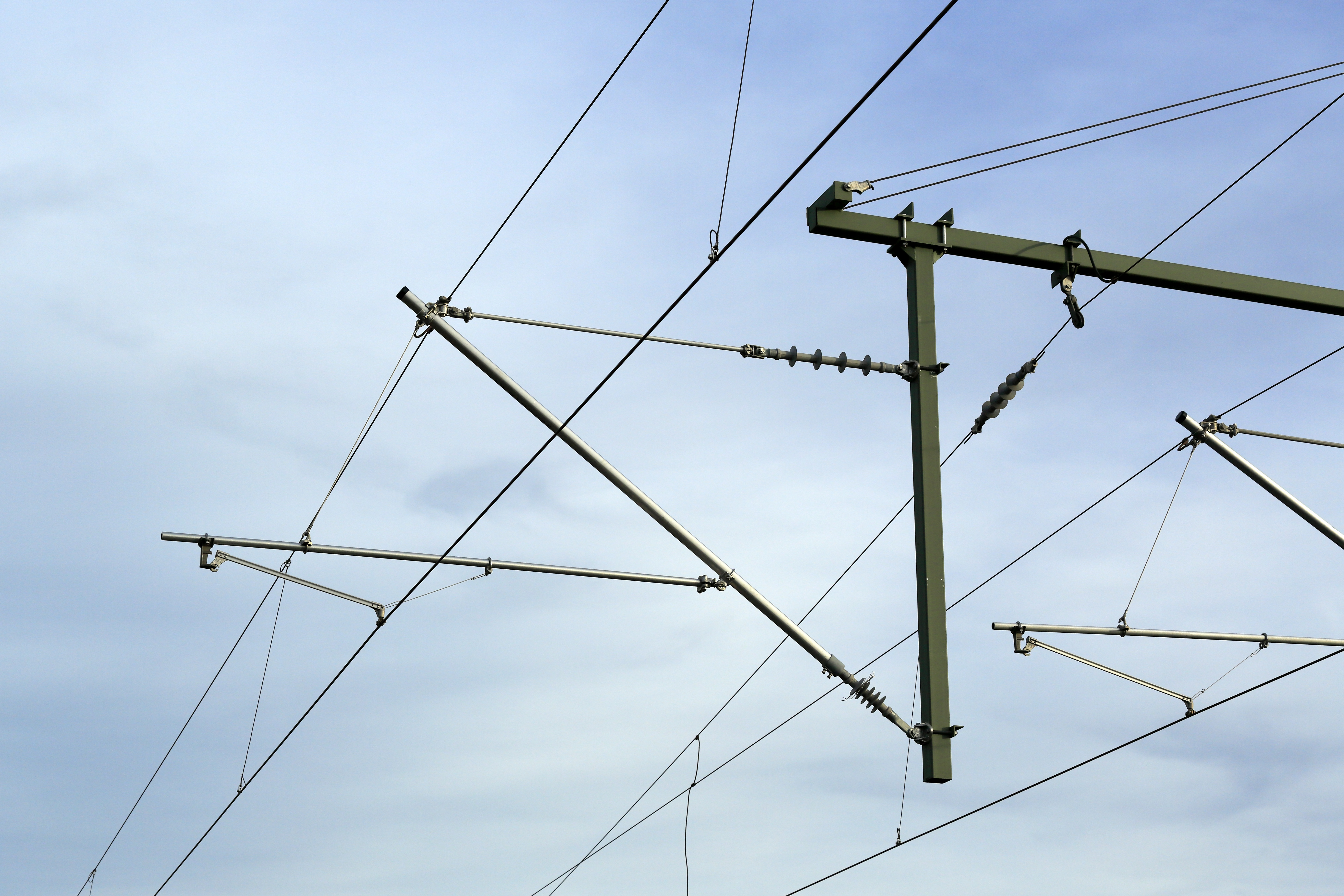
Re 100 mit Aluminium-Ausleger

Das Kettenwerk der Re 100 ist sehr ähnlich zur Re 75, allerdings wird hier auch das Tragseil nachgespannt und der Fahrdraht wird mit etwas Vordurchhang eingebaut. In frühen Re-100-Anlagen wurden noch Rohrseitenhalter verwendet, die allerdings anders als bei der Re 75 nur auf Zug beansprucht werden. Seit der Umstellung auf Aluminium-Ausleger werden nur noch Leichtbau-Seitenhalter genutzt. Die Re 100 ist heute die für die geringste Geschwindigkeit für Neubauten zugelassene Bauart bei der Deutschen Bahn AG. Im Jahr 2011 wurde eine eurowippentaugliche Variante Re 100i entwickelt. Der maximale Mastabstand verringert sich bei dieser Variante von 80 auf 67 Meter.

### Re 120
Aufbauend auf die Re 100 war in den 1950er Jahren eine Bauart Re 120 spezifiziert. Der wesentliche Unterschied zur Re 100 war ein einfaches Y-Beiseil von 6 m Länge mit einem Hänger 0,5 m vom Stützpunkt entfernt. Der Baukostenvorteil gegenüber der Re 160 war sehr gering. Ab 1960 wurde keine Re 120 mehr gebaut.

### Re 160

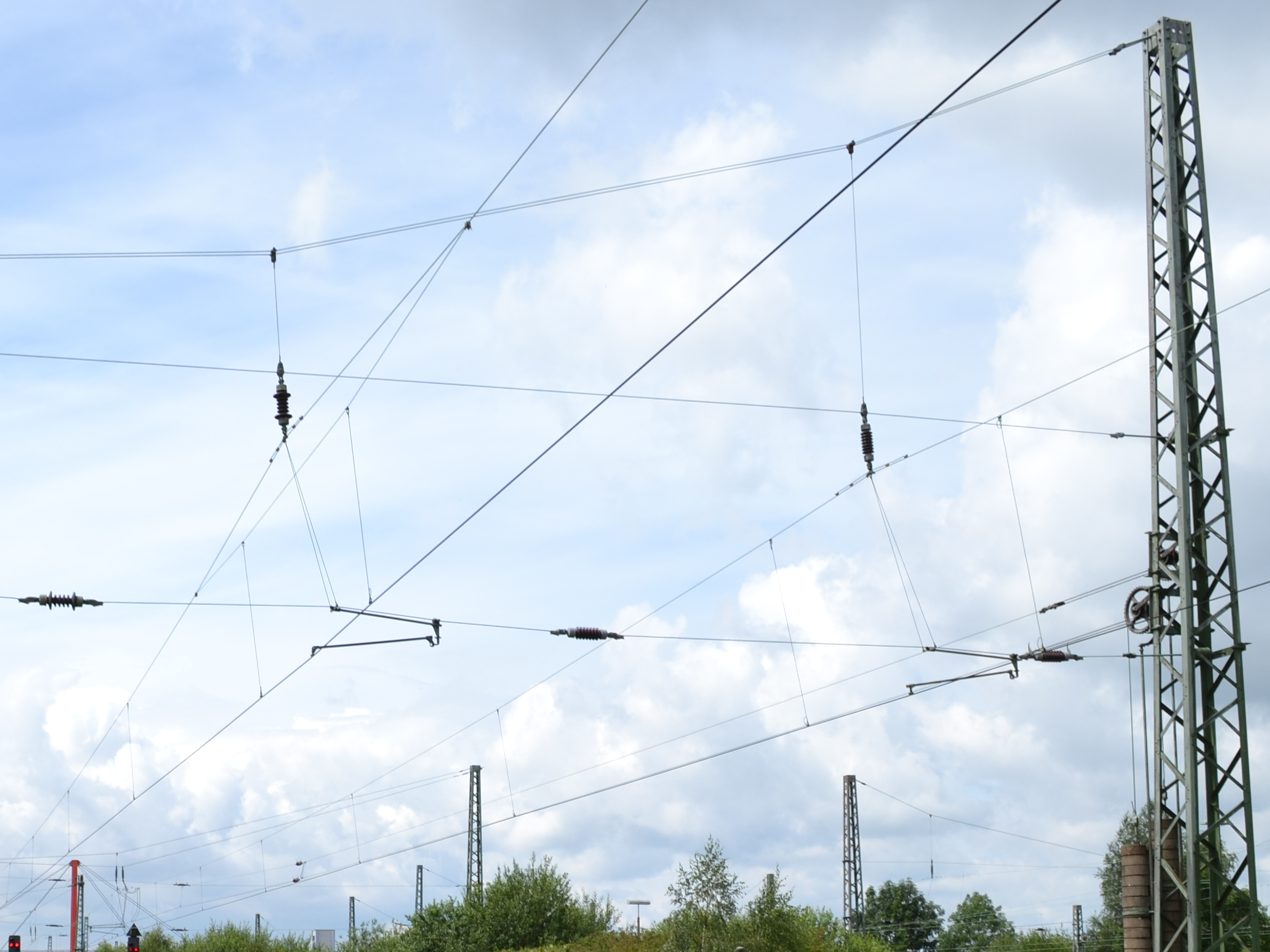
Quertragwerk. Linker Stützpunkt in Bauart Re 160, rechter in Re 100.

Die Re 160 verwendet grundsätzlich Leichtbau-Seitenhalter und ein Y-Beiseil von 12 m Länge mit zwei Hängern. Das Stützrohr des Seitenhalters wird am Y-Beiseil aufgehängt. Das Kettenwerk wird ohne Vordurchhang eingebaut. Bei frühen Anlagen betrug die Systemhöhe auf freier Strecke 1,80 m und in Bahnhöfen 2,0 m. Etwa seit den späten 1970er Jahren lag die Regel-Systemhöhe einheitlich bei 1,80 m. Auch die spezifizierte Art der Kettenwerke in engen Gleisbögen änderte sich im Laufe der Jahre: In den frühen Fassungen der Einbauzeichnungen war unterhalb von 500 m Radius ein 6 m langes Y-Beiseil mit einem Hänger vorgesehen. Ab Baujahr 1963 wurde dieses Y-Beiseil weggelassen. Das sich daraus ergebende Kettenwerk mit 10 m Abstand zwischen Stützpunkt und erstem Hänger wurde in der Praxis allerdings nur selten gebaut. In den meisten Anlagen findet sich stattdessen Kettenwerk Re 100 in diesem Einsatzfall. Derart enge Gleisbögen sind ohnehin selbst bei Ausreizung der maximalen Überhöhung kaum mit mehr als 100 km/h befahrbar.
Die Nachspannung der Re 160 ist in der Regel dreifeldrig aufgebaut. Nur bei verkürzten Mastabständen (aufgrund Gleisbogenradius oder besonders hoher anzunehmender Windgeschwindigkeiten in Küstennähe) kamen vierfeldrige (bis Baujahr 1993) oder fünffeldrige Nachspannungen zum Einsatz, um eine ausreichend lange Parallelführung der beiden Fahrdrähte sicherzustellen. Fahrdraht und Tragseil werden mit jeweils 10 kN nachgespannt.
Mit der Bauart Re 160 wurden die weitaus meisten Strecken der Bundesbahn elektrifiziert. Seit dem Jahr 2000 ist sie nicht mehr für Neubau zugelassen und wird durch die Bauart Re 200 ersetzt.
Es existierte eine Variante Re 160 S-Bahn (nicht zu verwechseln mit der in Tunnelbereichen eingesetzten Bauart Re S-Bahn). Wesentlicher Unterschied zur normalen Re 160 war ein auf 70 m anstatt 80 m verkürzter maximaler Mastabstand. Die maximale Länge einer Nachspannstrecke betrug 1300 Meter (anstatt 1500 Meter bei der Normalausführung). Wegen der dadurch geringer ausfallenden Längenänderung des Kettenwerks bei hohem Stromfluss konnte eine höhere Oberstrombegrenzung zugelassen werden. Seit 2000 ist die Bauart Re 160 S-Bahn nicht mehr für den Neubau zugelassen.

### Re200

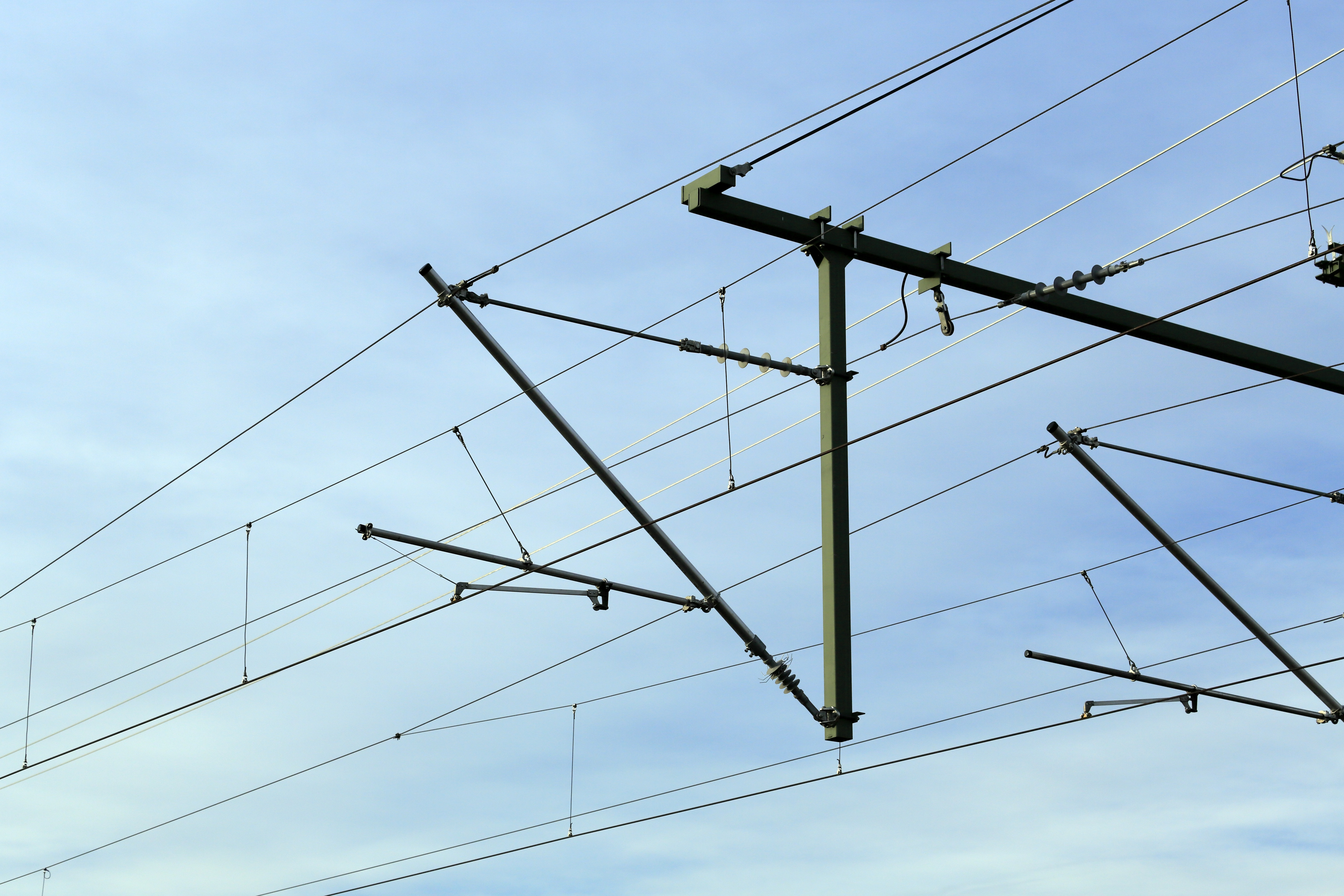
Re 200, Y-Beiseil 18 m am angelenkten Seitenhalter

Die Entwicklung der Bauart Re 200 begann mit einem Entwicklungsauftrag an die Versuchsanstalt des Bundesbahnzentralamts München vom Juli 1961. 14 Versuchsanordnungen mit verschiedenen Y-Beiseilen, Hängerabständen und Stützrohraufhängungen wurden erprobt. Die Empfehlung im Abschlussbericht lautete auf die später realisierte Anordnung mit 18 m langen Y-Beiseilen mit vier Hängern an den angelenkten Stützpunkten und 14 m langen Y-Beiseilen mit zwei Hängern an den umgelenkten Stützpunkten. Bei dieser Anordnung ergaben sich die geringsten Elastizitätsunterschiede des Kettenwerks. Bereits bei diesen Versuchen zeigte sich, dass im Hochgeschwindigkeitsbereich eine Reduzierung des Mastabstands von 80 m auf 65 m eigentlich günstig wäre, weil dadurch die Elastizitätsunterschiede noch weiter reduziert werden können. Für die Re 200 konnte dies noch aus wirtschaftlichen Gründen verworfen werden. Sie ist anders als die nächstschnellere Bauart Re 250 noch mit dem bis dahin üblichen maximalen Mastabstand von 80 m spezifiziert.
Der grundsätzliche Aufbau der Stützpunkte und Nachspannungen entspricht der Bauart Re 160. Die Verwendung unterschiedlicher Y-Beiseile je nach Art des Einzelstützpunkts ist ein markantes Merkmal der Bauart Re 200. Bei anderen deutschen Fahrleitungsbauarten variieren die Y-Beiseile allenfalls je nach Mastabstand und Radius des Gleisbogens.
Die Re 200 war die letzte Fahrleitungsbauart der DB, für die noch eine Aufhängung an Quertragwerken spezifiziert wurde. Versuche auf der Strecke Gütersloh–Neubeckum im Rahmen der Entwicklung der Bauart Re 250 ergaben 1973, dass vom Nachbargleis über das Quertragwerk eingetragene Schwingungen eine Aufhängung im Quertragwerk bei noch höheren Geschwindigkeiten nicht mehr zulassen. Da die vergleichsweise starre Aufhängung eines Seitenhalters im Quertragwerk die Wirksamkeit eines Y-Beiseils wesentlich herabsetzt, müssen als Gegenmaßnahme die Y-Beiseile besonders lang ausfallen (24 m, wenn die Längsspannweite 66 m überschreitet und das Quertragwerk auf freier Strecke steht). Als Besonderheit sind die Y-Beiseile der Re 200 am Quertragwerk in einigen Spannweitenbereichen asymmetrisch: Ein zusätzlicher Hänger befindet sich in Hauptfahrtrichtung 1 m vor dem Querfeld.
Nach dem Wegfall aller anderen Fahrleitungsbauarten im Geschwindigkeitsbereich zwischen 100 und 200 km/h ist die Re 200 seit dem Jahr 2000 die einzige für Neubau in diesem Geschwindigkeitsbereich zugelassene Bauart in Deutschland. Im Jahr 2011 wurde eine interoperable (für Europaletten mit einer Breite von 1600 mm taugliche) Variante Re 200i eingeführt. Die Entwicklung erfolgte anlässlich des Bauprojekts VDE 8.1. Die Re 200i kommt seitdem bei Komplettneubauten sowie bei Totalerneuerungen zum Einsatz, bei denen die vorhandenen Mastfundamente nicht weitergenutzt werden sollen. Der maximale Mastabstand ist bei der Re 200i von 80 auf 67 Meter reduziert, um den Windabtrieb im zulässigen Rahmen zu halten.

### Re250
Die Entwicklung der Bauart Re 250 begann Anfang der 1970er Jahre. Als Schlüssel zur Erhöhung der Befahrungsgeschwindigkeit über etwa 230 km/h hinaus war die Minimierung der Elastizitätsunterschiede des Kettenwerks erkannt worden. Dies konnte durch höhere Zugspannung an Fahrdraht und Tragseil erreicht werden. Versuche auf der Strecke Gütersloh–Neubeckum mit unterschiedlichen Spannweiten und Nachspannungsbauarten ergaben 1973 zunächst, dass ein Vordurchhang des Kettenwerks bei hohen Geschwindigkeiten nachteilig ist und ein mit 12,5 kN nachgespanntes Kettenwerk ohne Vordurchhang und mit etwa 60 Meter Längsspannweite die besten Befahrungseigenschaften aufwies. In weiteren Experimenten 1976 wurden auf der Versuchsstrecke auch noch höhere Spannkräfte erprobt.
Die endgültige Ausführung war ab 1986 ein gegenüber den Altbauarten verstärktes Kettenwerk ohne Vordurchhang mit 1,80 m Regel-Systemhöhe, 65 m maximaler Längsspannweite und 15 kN Zugkraft an Fahrdraht und Tragseil. Um Berechnungen für die mechanisierte Fahrleitungsmontage zu vereinfachen, ist das Tragseil immer lotrecht über dem Fahrdraht angeordnet. Ein Novum bei westdeutschen Fahrleitungsbauarten für hohe Geschwindigkeiten war auch die Aufhängung der Stützrohre an den Auslegerrohren anstatt am Y-Beiseil. Auch dies vereinfacht die Berechnung der Hängerlängen. Die dadurch verminderte Elastizität am Stützpunkt ist aufgrund der hohen Nachspannkräfte vertretbar. Abhängig von der zu überbrückenden Längsspannweite werden Y-Beiseile von 18 m (55–65 m Spannweite) oder 14 m (zwischen 40 und 55 m Spannweite) verwendet. Für Gleisbögen unter 700 m Radius ist ein Kettenwerk ohne Y-Seil spezifiziert. Die Fahrdrahthöhe der Re 250 beträgt im Tunnel und auf freier Strecke einheitlich 5,30 m. Dieser Wert wurde mit Blick auf möglichst geringe Tunnelquerschnitte festgelegt. Schwankende Fahrdrahthöhen durch Kettenwerksabsenkungen sind bei hohen Fahrgeschwindigkeiten kritisch. Deshalb wird die einheitliche Fahrdrahthöhe auch unter Bauwerken durchgehalten. In Tunnelbereichen wird die Systemhöhe auf 1,10 m reduziert, wodurch sich der maximale Abstand der Stützpunkte auf 44 m verringert. Durch den auf ±300 mm reduzierten Seitenausschlag des Fahrdrahts ist die Re 250 immer auch europalettentauglich. Die Nachspannung ist immer fünffeldrig aufgebaut. Die Re 250 ist für bis zu 280 km/h zugelassen.
Während die ersten Versuchsaufbauten noch eine Ausführung der Ausleger mit Stahlrohren vorsahen, wurde im Verlauf der Entwicklung beschlossen, stranggepresste Aluminiumrohre zu verwenden. Damit wurde erstmals eine Oberleitung mit Aluminiumrohren in Deutschland spezifiziert. Im Jahr 1992 wurden letztlich alle Regelbauarten auf Aluminiumrohre umgestellt und der Neubau von Bauarten mit Stahlrohren ist seither nicht mehr zugelassen. Hauptvorteil der Aluminiumbauweise ist der Wegfall des Korrosionsschutzanstrichs, der bei Stahlbauteilen regelmäßig erneuert werden muss.
In den 2000er Jahren plante DB Netz zeitweise, die Re 250 durch die Re 330 zu ersetzen. Die jeweils für 250 km/h entworfene Neubaustrecke Wendlingen-Ulm und der Katzenbergtunnel erhielten daher eine Re 330, spätere Vorhaben (wie der Tunnel Rastatt) wiederum eine Re 250.
Mit nur einem gehobenen Stromabnehmer können Oberleitungen der Bauart Re 250 auch mit 300 km/h befahren werden. Mit einer um 10 bis 20 Prozent erhöhten Abspannkraft könnten zukünftig 300 km/h zugelassen werden, wenn zwei Stromabnehmer im Mindestabstand von 200 m gehoben sind.

### Re S-Bahn

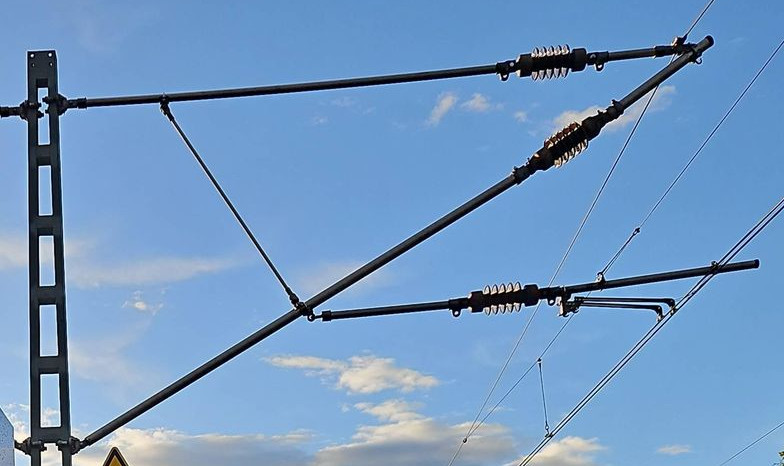
Stützpunkt Re S-Bahn oberirdisch

Für den Betrieb der DB-Baureihe 420 im Stammstreckentunnel der S-Bahn München musste eine neue Fahrleitungsbauart entwickelt werden. Eine anfahrende Einheit aus drei ET 420 hat inklusive Heizung eine Stromaufnahme von bis zu 900 A. Bei 120 Sekunden Zugfolgezeit im Berufsverkehr ergibt sich eine Dauerstrombelastung der Fahrleitungen im Tunnel von bis zu 3200 A. Da im S-Bahn-Tunnel nur wenig Einbauhöhe für die Fahrleitung zur Verfügung steht, wurde sie mit Doppelfahrdraht und einer besonders niedrigen Systemhöhe von 25,5 cm realisiert. Das Tragseil besteht abweichend zu den sonst üblichen Fahrleitungsbauarten nicht aus Bronze, sondern aus Kupfer und stellt für das Kettenwerk 95 mm² zusätzlichen Kupferquerschnitt zur Verfügung. Die Seitenhalter müssen temperaturbedingten Bewegungen des Kettenwerks von bis zu 60 cm folgen. Der Stützpunktabstand beträgt 25 m. Der Zickzack wird in der Geraden jeweils über drei anstatt wie sonst üblich über zwei Stützpunkte geführt. Die Nachspannung erfolgt mit vergleichsweise hohen Kräften (20 kN für den Fahrdraht, 13 kN für das Tragseil). Die Höchstgeschwindigkeit beträgt 100 km/h. Oberirdisch wird das Kettenwerk der Re S-Bahn mit einer Systemhöhe von 1,80 m und einem Y-Beiseil von 16 m Länge mit zwei Hängern geführt.
Die Re S-Bahn kam außer in München auch auf den Stammstrecken der S-Bahnen Stuttgart und Frankfurt/Main sowie im Flughafentunnel Düsseldorf zum Einsatz. Bauteile der Re S-Bahn wurden auch für Re 100, Re 160 und Re 200 adaptiert und kommen unter besonders niedrigen Bauwerken zum Einsatz (dort allerdings mit konventionellem Kettenwerk ohne Doppelfahrdraht und Kupfertragseil).

## Bauarten der Deutschen Bahn
In die Zeit zwischen der deutschen Wiedervereinigung und der Gründung der Deutschen Bahn AG, genauer im Jahr 1992, fiel die endgültige Umstellung von Stahlauslegern zu korrosionsfreien Aluminiumauslegern bei Neubauten aller Fahrleitungsbauarten. Hier musste aufgrund von Qualitätsmängeln allerdings zunächst einiges an Lehrgeld bezahlt werden. Die Fahrleitungsbauarten der Reichsbahn wurden mit Ausnahme der Re 200 DR von der Deutschen Bahn AG nicht fortgeführt. Der zeitweilige Übergang zu funktionalen Ausschreibungen von Bauleistungen um die Jahrtausendwende, bei denen keine bestimmte Bauart vorgegeben wurde, führte zu einigem Wildwuchs bei den Fahrleitungen, zum Beispiel firmenspezifische Abwandlungen der Bauart Re 200 mod. Später machte man in den Ausschreibungen wieder detailliertere Vorgaben. Ab dem Jahr 2000 durften die Bauarten Re 75, Re 160 und Re 160 S-Bahn nicht mehr neu gebaut werden.

### Re200 mod
Die Ende der 1990er Jahre entwickelte Bauart Re 200 mod entstand aus dem Wunsch heraus, auf Ausbaustrecken die Geschwindigkeit über 200 km/h hinaus erhöhen zu können, ohne die vorhandenen Masten mit Abständen von bis zu 80 m aufgeben zu müssen (die Bauart Re 250 erlaubt nur eine maximale Längsspannweite von 65 m). Die größte Befahrungsgeschwindigkeit der Re 200 mod ist 230 km/h. Es werden Y-Beiseile von 18 oder 14 m Länge verwendet, deren Verwendung allerdings nicht wie bei der Re 200 von der Art des Stützpunkts, sondern ausschließlich vom Radius der Gleisbögen abhängig ist. Das Kettenwerk wird mit 0,5 Promille Vordurchhang eingebaut, um den Fahrdrahtanhub in Feldmitte und am Stützpunkt zu verstetigen. Markant für die Re 200 mod ist die Verwendung abgewinkelter Seitenhalter. Diese wurden zur Einhaltung der Profilfreiheit beim Stromabnehmerdurchgang notwendig, da das Stützrohr nicht wie bei der Re 200 am Y-Seil, sondern wie bei der Re 250 am Auslegerrohr aufgehängt ist und der Seitenhalter deshalb den gesamten Fahrdrahtanhub aufnehmen muss. Von der Re 200 mod wurde keine mit Europaletten befahrbare Variante entwickelt, da sie dann ihren Kostenvorteil gegenüber der Re 250 verlieren würde.
Die Bauart Re 200 mod ist seit 2022 nicht mehr für den Neubau zugelassen.

### Re 330

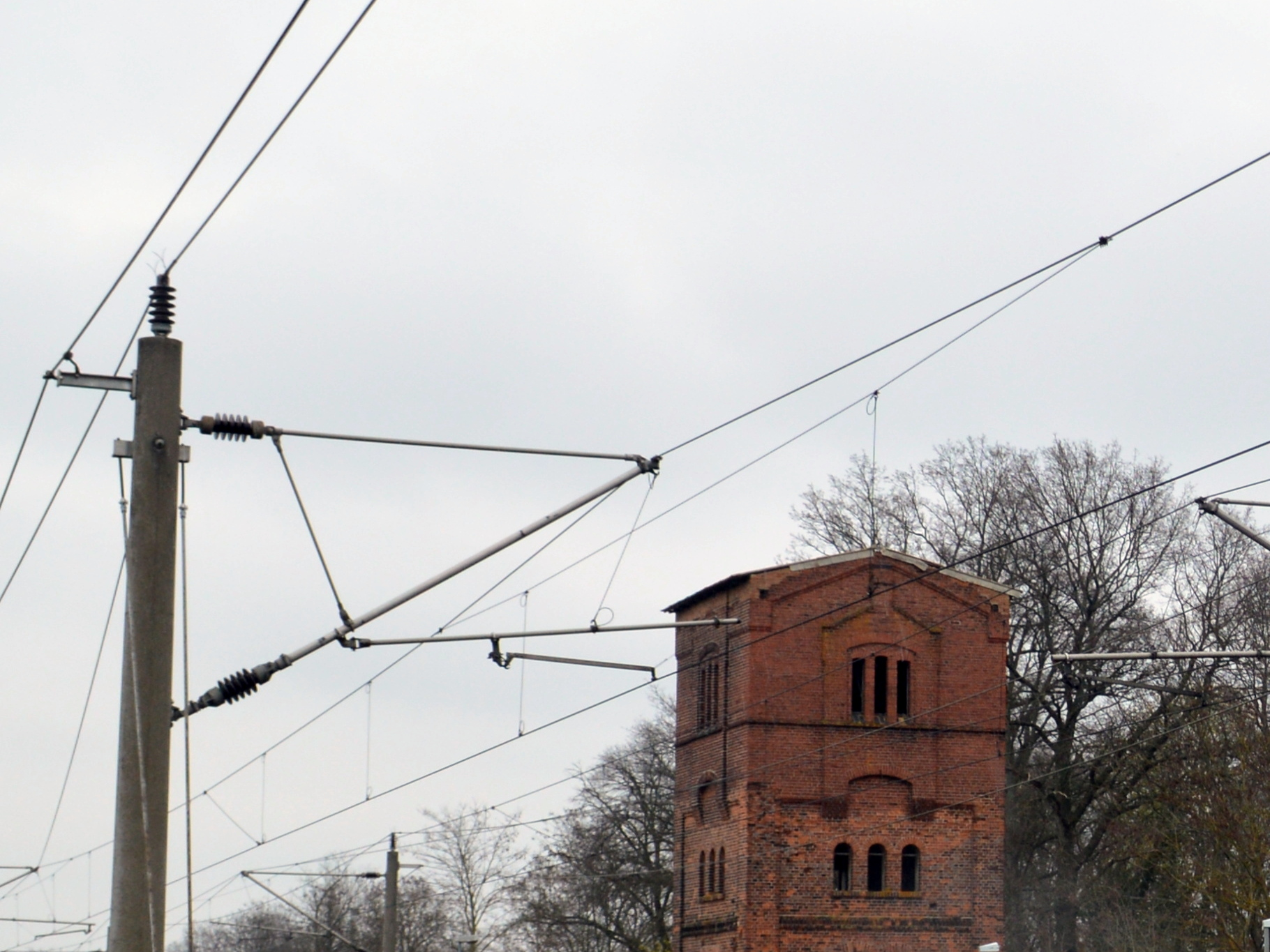
Stützpunkt in Re 330

Die Hochleistungsoberleitung der Bauart Re 330 wurde auf Seiten der Deutschen Bahn federführend von der vormaligen Zentralstelle für Elektrotechnik der DR in Halle an der Saale entwickelt, aufbauend auf die dortigen Vorarbeiten zur Re 250 DR. Die ersten Zeichnungen datieren auf 1993. Der erste Einsatz erfolgte auf der Schnellfahrstrecke Hannover–Berlin. Der wesentliche Unterschied zur Re 250 sind die erhöhten Nachspannkräfte (27 kN am Fahrdraht, 21 kN am Tragseil). Die weiteren Unterschiede sind gering: Das Tragseil ist gegenüber der Re 250 verstärkt, das Stützrohr ist in der Geraden ca. 60 mm/m geneigt (gegenüber nur 20 mm/m bei der Re 250) und die Spannweitengrenzen sind leicht unterschiedlich – das 14-Meter-Y-Beiseil wird bei der Re 330 erst ab 44 m anstatt 40 m Spannweite verwendet und die kleinste zulässige Längsspannweite ist auf 36 m erhöht. In Tunnelbereichen ist der maximale Stützpunktabstand mit 50 m etwas größer als bei der Re 250.
Im Rahmen der Voruntersuchungen zur Re 330 wurden auch bislang in Deutschland unübliche Kettenwerksbauarten als Alternativen untersucht, zum Beispiel Verbundkettenwerk mit Hilfstragseilen wie in Japan üblich.
Im Zuge der Neubaustrecke Wendlingen–Ulm wird die Re 330 unter neuen Anforderungen wie Bogenradien unter 3000 m sowie Vogelschutz eingesetzt.

### Sicat

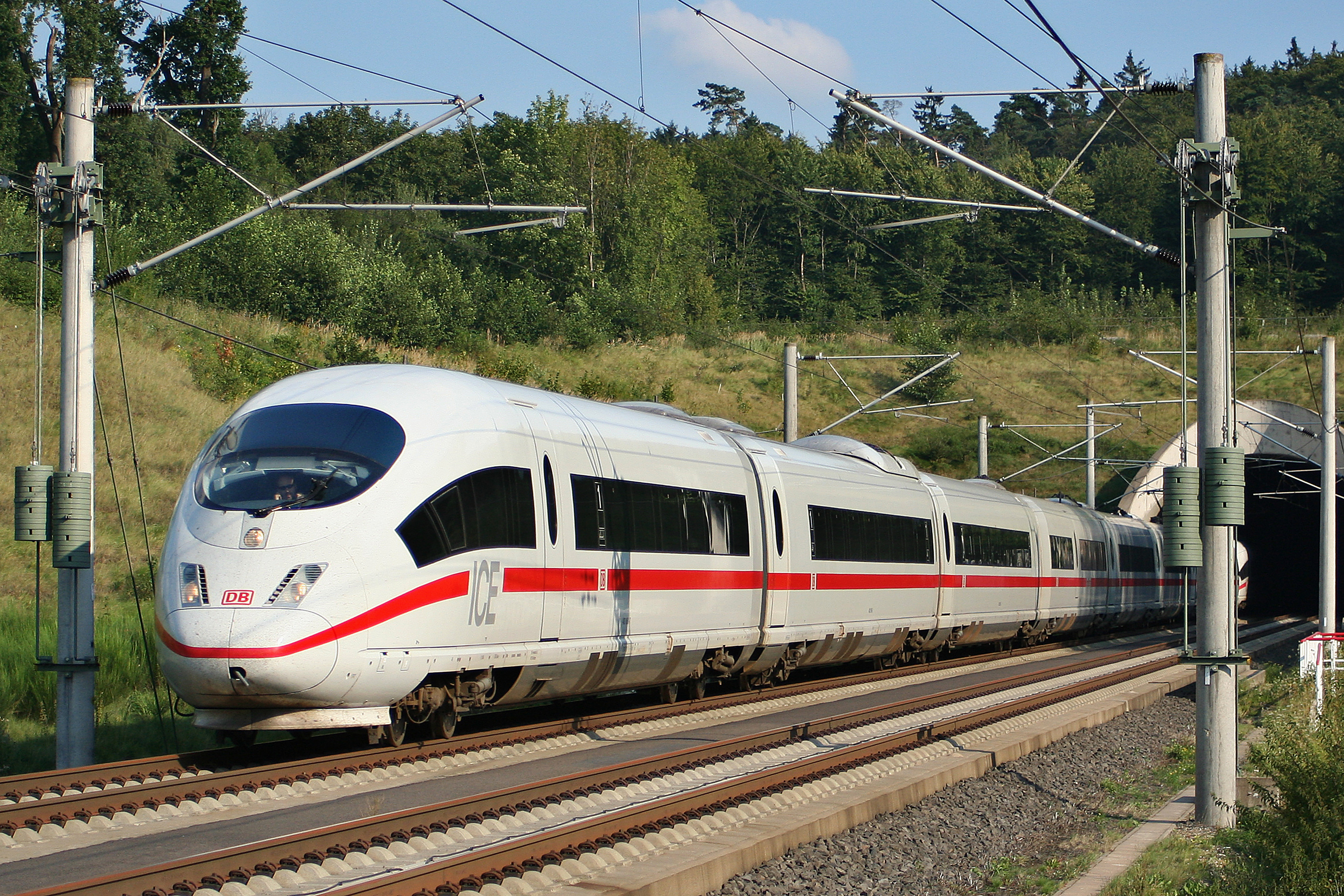
Stützpunkte in Sicat H1.0

Bei den Fahrleitungsbauarten Sicat S1.0 und Sicat H1.0 handelt es sich um Firmenbauarten von Siemens, die um die Jahrtausendwende auf einigen deutschen Strecken eingebaut wurden. Die Systemhöhe ist auf 1,60 m reduziert. Die Bauarten sind eurowippentauglich. Sicat S1.0 ist bis 230 km/h befahrbar, Sicat H1.0 ist in Deutschland bis 330 km/h spezifiziert. Die Stützrohraufhängung erfolgt bei der Sicat S1.0 am Y-Beiseil und bei der Sicat H1.0 am Auslegerrohr. Sicat H1.0 verwendet ein sehr langes Y-Beiseil von 22 m und spart aufgrund der maximalen Längsspannweite von 70 m gegenüber der Bauart Re 330 einen Mast pro Kilometer ein.